# قائمة سيارات مرسيدس-إيه كيو
دخلت شركة صناعة السيارات الألمانية مرسيدس-بنز سوق السيارات الكهربائية لأول مرة من خلال الكشف عن سيارتها النموذجية Generation EQ، وذلك خلال مشاركتها في معرض باريس للسيارات عام 2016. وفي المناسبة نفسها، أعلنت الشركة عن إطلاق علامة تجارية فرعية جديدة تحمل اسم Mercedes-EQ، لتكون مخصصة لتطوير وإنتاج السيارات الكهربائية بالكامل.
أطلقت شركة مرسيدس-بنز مفهوم EQA لأول مرة خلال معرض السيارات الدولي بألمانيا عام 2017. وفي العام التالي، ظهرت النسخة الإنتاجية من مفهوم Generation EQ، وهي أول سيارة تُطرح ضمن سلسلة Mercedes-EQ، وذلك في معرض باريس للسيارات عام 2018 تحت اسم EQC.
كما كشفت الشركة عن طراز EQV، وهو نموذج لمركبة فان كهربائية، خلال معرض جنيف للسيارات في عام 2018. وفي عام 2019، عرضت مرسيدس-بنز السيارة النموذجية Vision EQS، وهي سيارة صالون فاخرة كبيرة، في نسخة ذلك العام من معرض السيارات الدولي بألمانيا.
شهد عام 2021 توسعًا ملحوظًا في سلسلة EQ، حيث طرحت مرسيدس-بنز مجموعة من المركبات الكهربائية شملت:
- النسخة الإنتاجية من EQA، وهي سيارة كروس أوفر فاخرة مدمجة، في 25 يناير؛
- النسخة الإنتاجية من EQS، في 15 أبريل؛
- EQB، وهي كروس أوفر فاخرة مدمجة، في 18 أبريل؛
- EQE، وهي سيارة صالون تنفيذية، في 5 سبتمبر؛
- EQG، وهي نسخة مفهومية كهربائية من سيارة الفئة G الشهيرة، وُعرضت أيضًا في 5 سبتمبر من نفس العام.[11]

قدّمت شركة مرسيدس-بنز طراز EQS SUV في 19 أبريل 2022، تلاه الكشف عن طراز EQE SUV في 16 أكتوبر 2022. كما كشفت الشركة عن نسخة كهربائية من شاحنة الفئة T تحت اسم EQT، حيث قُدّمت لأول مرة كسيارة مفهومية عبر الإنترنت في مايو 2021، ثم ظهر طراز الإنتاج منها رسميًا في ديسمبر 2022.
وبالإضافة إلى مركبات الإنتاج، طوّرت مرسيدس-بنز عددًا من السيارات النموذجية الاستعراضية، من أبرزها EQXX وEQ Silver Arrow، واللتين استعرضتا رؤى الشركة المستقبلية في التصميم والأداء والتكنولوجيا الكهربائية.

## قائمة المركبات

### السيارات التجارية
| نمط الهيكل                          | الطراز                   | الصورة                                                 | سنة التقديم | سنة الإيقاف         | المراجع              |
| ----------------------------------- | ------------------------ | ------------------------------------------------------ | ----------- | ------------------- | -------------------- |
| سيارة كروس أوفر فاخرة مدمجة         | أيه كيو سي (EQC)         | Front three-quarters view of a white crossover SUV     | 2019        | 2023¹               | [ 19 ] [ 20 ] [ 21 ] |
| ميني فان                            | أيه كيو في (EQV)         | Front three-quarters view of a silver minivan          | 2020        | لا يزال قيد الإنتاج | [ 22 ] [ 23 ]        |
| سيارة كروس أوفر فاخرة تحت المدمجة   | أيه كيو أيه (EQA)        | Front three-quarters view of a grey crossover SUV      | 2021        | لا يزال قيد الإنتاج | [ 24 ] [ 25 ] [ 26 ] |
| سيارة كروس أوفر فاخرة مدمجة         | أيه كيو بي (EQB)         | Front three-quarters view of a white crossover SUV     | 2021        | لا يزال قيد الإنتاج | [ 27 ] [ 28 ] [ 29 ] |
| سيارة فاخرة بالحجم الكامل           | أيه كيو أس (EQS)         | Front three-quarters view of a white saloon            | 2021        | لا يزال قيد الإنتاج | [ 30 ] [ 31 ] [ 32 ] |
| سيارة تنفيذية                       | أيه كيو إي (EQE)         | Front three-quarters view of a white saloon            | 2021        | لا يزال قيد الإنتاج | [ 33 ] [ 34 ]        |
| سيارة كروس أوفر فاخرة بالحجم الكامل | أيه كيو أس SUV (EQS SUV) | Front three-quarters view of a large crossover SUV     | 2022        | لا يزال قيد الإنتاج | [ 35 ] [ 36 ]        |
| سيارة كروس أوفر فاخرة متوسطة الحجم  | أيه كيو إي SUV (EQE SUV) | Front three-quarters view of a mid-sized crossover SUV | 2022        | لا يزال قيد الإنتاج | [ 37 ] [ 38 ] [ 39 ] |
| ميني فان                            | أيه كيو تي (EQT)         | Front three-quarters view of a brown minivan           | 2023        | لا يزال قيد الإنتاج | [ 15 ] [ 40 ]        |

### نماذج أولية
| الطراز                                         | الصورة                                                       | سنة التقديم | المراجع       |
| ---------------------------------------------- | ------------------------------------------------------------ | ----------- | ------------- |
| الجيل إي كيو (Generation EQ)                   | Inside front three-quarters view of a silver crossover       | 2016        | [ 41 ]        |
| أيه كيو أيه (EQA)                              | Inside front three-quarters view of a silver hatchback       | 2017        | [ 42 ]        |
| فيجن إي كيو سيلفر آرو (Vision EQ Silver Arrow) | Inside front three-quarters view of a grey race car          | 2018        | [ 16 ] [ 17 ] |
| فيجن إي كيو أس (Vision EQS)                    | Inside front three-quarters view of a two-tone luxury saloon | 2019        | [ 43 ]        |
| كونسبت إي كيو تي (Concept EQT)                 | Front three-quarters view of a black compact van             | 2021        | [ 44 ]        |
| أيه كيو جي (EQG)                               | Front three-quarters view of a silver boxy SUV               | 2021        | [ 45 ]        |
| فيجن إي كيو إكس إكس (Vision EQXX)              | Front three-quarters view of a silver concept car            | 2022        | [ 18 ]        |